# Velocijevke
Velocijevke (lat. Velloziaceae), velocijevke su biljna porodica u redu pandanolike koja je ime dobila po rodu velocija (Vellozia). Velocije su rod od 130 vrsta zimzelenih trajnica i grmova, a porodicu čini još 5 drugih rodova. Ukupan broj vrsta je preko 300.
Pretežno drvenasto grmlje iz porodice Velloziaceae uglavnom se nalazi u sušnijim dijelovima Južne Amerike (s izuzetkom u Africi).
Velloziaceae mogu biti zeljaste biljke, ali najuočljiviji članovi su drvenasti grmovi, često s dihotomnim grananjem. Listovi su linearni s paralelnim žilicama i ponekad imaju bodljikave rubove. Cvjetovi su tipično trostruki i ponekad imaju "krunske dodatke" na corolli. Ranije su Velloziaceae povezivali s neotropskim Bromeliaceae (red Bromeliales). Najveća raznolikost ove porodice javlja se u stjenovitim izdancima unutarnjih planinskih lanaca u jugoistočnom Brazilu.
Porodica je dobila ime po brazilskom botaničaru Joaquimu Vellozou.

## Rodovi
1. Familia Velloziaceae J.Agardh (315 spp.)
  1. Subfamilia Acanthochlamydoideae (S. C. Chen) P. C. Kao
    1. Acanthochlamys P. C. Kao (1 sp.)

  2. Subfamilia Xerophytoideae Herb.
    1. Xerophyta Juss. (54 spp.)

  3. Subfamilia Vellozioideae Rendle
    1. Barbacenia Vand. (116 spp.)
    2. Barbaceniopsis L. B. Sm. (4 spp.)
    3. Nanuza L. B. Sm. & Ayensu (3 spp.)
    4. Vellozia Vand. (137 spp.)